# Samurai Deeper Kyo
Samurai Deeper Kyo (サムライ ディーパー キョウ) é o primeiro mangá publicado por Akamine Kamijou na revista semanal Weekly Shōnen Magazine no Japão. O primeiro capítulo foi apresentado ao público em maio de 1999 e até Dezembro de 2005 já foram lançados 35 volumes, sem previsão para seu encerramento. Inspirou a criação de jogos e de um anime produzido pelo Studio Deen, com 26 capítulos.

## História
Samurai Deeper Kyo (サムライ ディーパー キョウ) Tudo começa em 1600, com a famosa Batalha de Sekigahara, uma das maiores guerras civis japonesas. Em meio dessa batalha, um famoso samurai se destaca e seu nome é Kyo, Os Olhos de Demônio. Seu nome vem do fato de possuir olhos vermelhos e também pelo mero detalhe de ter matado em torno de 1000 homens.
Depois da queda de um misterioso meteoro em plena batalha, muitos guerreiros morrem, porém algo de estranho aconteceu. Quatro anos mais tarde, Mibu Kyoshiro, o protagonista e um simples famarcêutico é capturado por Shiina Yuya, uma caçadora de recompensas. O que ela não esperava é que a alma de Kyo estivesse aprisionado ao corpo de Kyoshiro, que é despertado com o aparecimento de um espadachin chamado Sanada Yukimura.

## Personagens
- Kyo: Samurai lendário que é conhecido como "Onime-no-Kyo" ("Kyo-olhos-de-demônio"), por conta dos seus olhos vermelhos e de sua fama de ter matado mil homens. Há quatro anos atrás, na batalha de Sekigahara, no Japão feudal, Kyo lutou contra Kyoshiro Mibu e perdeu. Sua alma foi aprisionada dentro do corpo de Kyoshiro e seu corpo, escondido. Depois de encontrar-se com Yuya Shiina, caçadora de recompensas, Kyo consegue controlar o corpo de Kyoshiro e a alma deste permanece adormecida. Começa então a viagem de Kyo em busca de seu corpo. Possui uma longa espada (chamada Tenro), uma das "Quatro Grandes Espadas Demoníacas" forjadas pelo famoso ferreiro Muramasa. Utiliza nas suas lutas com a espada o estilo "Mumyojimpu" e de um golpe chamado "Mizuti". No futuro aprenderá quatro técnicas secretas: "Seiryu", "Genbu", "Byakko" e "Suzaku". Por estar no corpo de Kyoshiro, ele consegue lutar apenas por dez minutos. No início parece ser uma pessoa de poucas palavras, frio, cruel, que mata por prazer e arrogante por se achar o melhor, mas pouco a pouco ele mostra ser uma pessoa que se importa com os amigos e muito forte. Ao longo da viagem, vários personagens vão se juntando a ele, tornando a história mais divertida e as batalhas mais excitantes.

- Kyoshiro Mibu: A história começa mostrando Kyoshiro como um simples vendedor ambulante de remédios, que gosta de paz e de amor, com forte queda por mulheres bonitas, meio tolo e um tanto quanto engraçado. Ao se juntar com Yuya Shiina descobrimos um pouco sobre seu passado. Há quatro anos atrás, na batalha de Sekigahara, ele lutou contra Kyo e o derrotou. Aprisionou o espírito de Kyo dentro de seu corpo e escondeu o corpo dele em uma caverna. Antes da batalha, ambos eram amigos e viviam nas terras de Mibu, poderoso Clã que secretamente controla todo o Japão. Kyo foi "criado" para ser o sucessor do Rei. Resolveu fugir dessa responsabilidade e viver como um simples vendedor de remédios, até o dia em que se vê obrigado a assumir seu destino. Quando Kyoshiro ainda vivia sob as ordens do clã Mibu, assassinou o irmão mais velho de Yuya, embora só mais tarde ela saberia disso. É apaixonado por uma xamã (ou adivinha) chamada Sakuya, a mesma por quem Kyo nutria seu amor. Ainda existem muitos mistérios sobre Kyoshiro que não foram revelados. Sabemos apenas que ele traiu a confiança de Kyo o qual não o perdoa por isso. Seu estilo de luta é o mesmo de Kyo, "Mumyojimpu" e dominou antes que Kyo as Quatro técnicas secretas. Considerado um gênio na luta com espadas.

- Yuya Shiina: Quando ainda era criança, viu seu irmão Nozomu ser morto pela espada de um samurai que possuía uma cicatriz em forma de cruz nas costas. Com o objetivo de encontrar o assassino e vingar a morte de seu irmão, Yuya passa a viajar pelo Japão, trabalhando como uma Caçadora de Recompensas. Ao se encontrar com Kyoshiro, tenta matar ele para possuir uma recompensa, mas é atacado e Kyoshiro vira Kyo. Passam a viajar juntos. Um dia Yuya vê uma cicatriz em forma de cruz nas costas de Kyo, a mesma que o assassino possuía, mas que logo depois desaparece. Intrigada com a nova descoberta, ela resolve tentar descobrir a verdade por trás da morte de seu querido irmão. Embora Kyo seja do tipo de poucas palavras, ele passa a proteger e a salvar Yuya de muitos perigos. Por sua vez, Yuya apaixona-se por Kyo. Kyoshiro também nutre grande carinho por ela e chegou a pedir a Kyo' que cuidasse dela enquanto ele permanecia adormecido dentro do corpo. Apesar de muito nova, ela se mostra muito valente e corajosa para enfrentar grandes desafios. Atenciosa para com os demais do grupo, procura sempre ajudar e compreender a todos.

- Benitora ou Tokugawa Hidetada: Inicialmente ele surge como membro da gangue de criminosos "Três Cores", composta por "Corvo Branco" (Shirorikarassu) - personagem muito popular até hoje entre os fãs do mangá, embora sua aparição tenha se restringido a esta história -, o Escorpião Negro (Kurossassori), e o "Tigre Vermelho” (Benitora), liderados por Kidou Genma. Benitora luta contra Kyoshiro, perde e resolve acompanhá-lo. De cara se apaixona pela Yuya, embora ela só pense em trocá-lo com a recompensa oferecida por sua cabeça. Na verdade Benitora é Hidetada Tokugawa, terceiro filho de Ieyassu Tokugawa, poderoso shogun que unificou o Japão, fechou os portos japoneses e impediu por mais de 200 anos qualquer contato do país com o exterior. Ambos são baseados em personagens reais da história japonesa. Aqui Hidetada está disfarçado de Benitora a mando do pai, para descobrir sobre o clã Mibu, que controla secretamente o Japão pela sombra. Acompanhará Kyo na sua viagem como seu servente. Técnicas de luta: Cria clones de si, confundindo o adversário. Sua arma é um cabo longo de madeira, com uma lança na ponta. A sua arma é uma autêntica Muramasa, uma das famosas "Quatro Grandes Espadas Demoníacas", chamada de Hokuraku Shimon.

- Shiseiten (Quatro Sagrados Deuses): Grupo formado por quatro grandes guerreiros famosos por serem invencíveis, comandados na época da Batalha de Sekigahara (1600) por Kyo. São: Akira, Bonten-Maru, Hotaru e Akari. Depois da batalha, Kyo se separa deles.

- Akira: órfão, adotado quando criança por Kyo, que prometeu torná-lo o segundo guerreiro mais forte do mundo (depois dele próprio). Depois que Kyo se separa dos quatro, o grupo se desfez e Akira continuou treinando dia e noite para se tornar tão, ou melhor, guerreiro que Kyo. Como ele não é um verdadeiro Samurai (somente é samurai quem é filho de um), as pessoas acreditavam que sua força era limitada. Então ele resolveu selar os seus próprios olhos para que seus sentidos fossem aguçados e uma força ainda maior fosse despertada. Ainda magoado com Kyo por ter se separado deles sem nenhuma explicação, ele se junta ao grupo Jyuni-shinsho (ou "Os 12 Deuses do Shogun") e adota o nome de Ajira, desafiando Kyo ao encontrar seu corpo e fugir com ele. Técnicas de luta: usa duas espadas nas costas e domina o elemento gelo. Alguns golpes: Muhyo Getten, Hell ghost, Hyoken Seisou, Grand Cross. Possui uma personalidade fria, calculista e individualista, diz abertamente o que pensa. Gosta da Yuya, o que causa grande animosidade em Benitora.

- Bonten-Maru: Segundo membro que aparece no mangá, é um sujeito grande, falador, convencido de que um dia irá derrubar o shogun, Ieyasu Tokugawa, e tomar seu poder. Mas apesar de sua aparência nada amistosa, ele possui um grande coração e, sem dúvidas, é um fiel amigo. Seu nome verdadeiro é Massamune Date, baseado também em um personagem real da história japonesa, pertencente a um clã poderoso do norte do País. No mangá, ele surge como um aliado de Kyo. Seu maior remorso foi um dia ter matado seu pai e seu irmão com suas próprias mãos, para defender seu clã do ataque de invasores. Técnicas de Luta: utiliza-se de um pedaço de madeira (Bokuto). Por ser extremamente habilidoso no seu manejo, é capaz de lutar contra uma espada e até mesmo de matar o inimigo. Também é bom na luta corpo-a-corpo, utilizando a técnica Satsujin-tai. Possui uma "besta" aprisionada dentro de si. Quando essa besta é liberada, ele se transforma, e ninguém consegue controlá-lo, exceto Kyo.

- Hotaru: Terceiro membro que aparece no mangá, sua principal característica é ser desligado. É filho ilegítimo, nascido da amante do pai, que morre logo cedo e obriga Hotaru a sobreviver sozinho, sem depender de ninguém. Admira a sede de sangue e a frieza dos ataques de Kyo. Na verdade ele pertence a um grupo de elite de guardiões do clã Mibu, chamado Goyousei (Cinco Estrelas), e foi enviado para vigiar Kyo. Dentro desse segundo grupo, Hotaru (que significa Vaga-lume em japonês) era conhecido como Keikoku. Técnicas de luta: domina o elemento fogo, seus golpes são: Shakuran Entai, Kaho Embu e seu golpe mais mortal é o Ma-oh-en, que faz surgirem marcas tribais em todo seu corpo e o ataque com um Fogo Negro, que é mais quente que o fogo normal, pois ele o cria queimando a sua própria energia vital. Utiliza uma espada com corte em ambos os lados.

- Akari: Última do grupo dos Quatro Deuses Sagrados (Shiseiten), considerada a mais poderosa, Akari aparece como uma mulher, mas na verdade é um homem xamã (adivinha), chamado Toukitirou Mitarai, que vivia nas terras de Mibu no passado. Foi educado como mulher porque acreditavam que seria mais poderoso. Sempre se considerou um mostro por causa de seus poderes especiais, mas, pela primeira vez na vida, uma pessoa (Kyo) a aceitou no grupo sem se importar com isso. Ela é capaz de curar as feridas das pessoas (mas não as próprias feridas), o que ela faz em troca de ouvir da pessoa um segredo. E assim ela consegue que os demais membros da Shiseiten façam o que ela quer, sob a ameaça de revelar os pequenos segredos que sabe. A única pessoa que ela cura sem ouvir nada em troca é Kyo. Técnicas de Luta: possui um Medusa Eye (Olho de Medusa) implantado em sua mão esquerda, que transforma a pessoa que a vê em pedra. Anda com um cajado que também emite uma forte luz, usado como arma de ataque.

- Yukimura Sanada: Segundo filho do chefe do clã Sanada, famoso general, baseado em um personagem real da história japonesa. Seu clã ficou do lado perdedor da Batalha de Sekigahara, e Yukimura tem a intenção de derrubar o shogun Ieyassu Tokugawa e tomar seu poder. Diziam que a pessoa que Ieyassu mais temia era Yukimura. Além de gostar de mulheres e de saquê, ele é muito habilidoso no manejo da espada, e já chegou a empatar com Kyo em uma luta. Comanda um grupo de elite de ninjas lendários chamado: "Os Dez Bravos Guerreiros de Sanada", que também existiu na realidade. Yukimura é inteligente, dissimulado e possui uma natureza alegre. Ele ajudou Kyoshiro a esconder o corpo de Kyo em uma caverna, há quatro anos atrás. Técnicas de Luta: possui grande habilidade no manejo da espada (embora seu estilo nunca tenha sido mencionado) e adquire um poder no olho esquerdo o qual lhe permite que se multiplique em clones e ataque o inimigo.

- Os 10 Bravos Guerreiros de Sanada (Sanada Jyu yushi): Esquadrão de elite do clã Sanada, que age na sombra para proteger seu amo, Yukimura Sanada. Há rumores de que a força de um deles se compara a de mil samurais bem formados. Yukimura os trata como amigos, e, em troca, eles lhe dedicam profunda veneração e extrema fidelidade.

- Sasuke Sarutobi: Garoto que nasceu na tenebrosa floresta de Aokigahara, aonde o corpo de Kyo encontra-se escondido. Ainda pequeno, foi acolhido por Yukimura e se tornou um membro de seu Esquadrão de Elite. Mesmo sendo pequeno, é considerado o mais forte do grupo, e consegue demonstrar mais maturidade que os demais. É incumbido por Yukimura da tarefa de guiar Kyo e sua turma até onde se encontra escondido o corpo de Kyo. Descobre que é fruto de um experimento do clã Mibu, que criava seres humanos e depois os descartava sem piedade. Técnicas de luta: possui uma espada negra, uma das lendárias "Quatro Grandes Espadas Demoníacas" de Muramasa chamada Shibien. Usa técnicas de ninja em suas lutas.

- Saizou Kirigakure: Ninja que sempre acompanha Yukimura, que conversa com ele por meio de telepatia. Parece ser o líder, é o que demonstra extrema lealdade e preparo para morrer por seu amo.

- Kosuke Anayama: Moça parecida com o Yukimura, cuja função é ser seu Kagemusha (sósia, muito utilizado como técnica para confundir o inimigo). Se dá muito bem com a xamã Sakuya (por quem Kyoshiro e Kyo eram apaixonados), ambas gostam de chá e aparentemente costumam conversar amigavelmente.

- 'Netzu Jinpati: desconhecido

- Kamanosuke Yuri

- Rokorou  Motitzuki: Quando Yukimura foi atacado por caçadores de recompensa no meio da estrada, ele falou: "-Ei, Rokurou, você está aí (escondido) não? Bem que você poderia ter me dado uma mãozinha, hein?". Parece ter uma personalidade meio rebelde. Sua aparência é ainda desconhecida.

- Nyudou Seikai Miyoshi: Usa óculos de sol, é careca, luta em conjunto com seu irmão. Quando tira os óculos, aparecem olhos inacreditavelmente grandes e grossas sobrancelhas.

- Nyudou Isa Miyoshi: Usa óculos de sol, é careca, luta em conjunto com seu irmão. Quando tira os óculos, aparecem olhos inacreditavelmente grandes, parecendo os de uma mulher, com cílios.

- Jyusou Kakei: Não surgiu na história ainda.

- Rokurou Unno: Não surgiu na história ainda.

- Nobunaga Oda: Baseado em um personagem real, um general cuja fama era a de ser o mais forte da época feudal e morreu antes de Ieyasu Tokugawa tomar o poder. Aqui ele é ressuscitado pelo Clã Mibu, depois que Kyo, ainda criança, o mata. Já adulto novamente Kyo se depara com ele e, novamente, vence a luta. No entanto o clã Mibu o ressuscita várias vezes. Comanda os "Doze Deuses do Shogun" .

- Doze Deuses do Shogun (Juni Shinsho): São doze samurais com poderes sobre-humanos, conhecidos como Samurai-Master. Juntando a força desses 12 guerreiros, a força resultante seria capaz de destruir um país. São os seguintes: Shindara, Makora ( ou Kotaro), Antera, Santera, Bikara, Basara, Ajira (ou Akira do Shiseiten), Indara (ou Izumo no Okuni), Kubira, Mekira, Haira e Shatora.

- Clã Mibu: Clã formado por humanos com poderes especiais, que comandam o destino do Japão pela sombra. O primeiro Rei do Clã foi Shodai Aka no Ou. O Atual é Sendai Aka no Ou. É composto por alguns grupos: o Taishiro, formado por Fubuki ', Hishigui, Tokito, Yuan ; o Shihoudo; o Goyousei (Cinco Estrelas Guardiãs), composto de Taihaku, Keikoku, Shinrei, Saishi & Sansei e Tinmei; a Família An, cujos membro são: Julian, Ian, Anri, Yuan, Ansoni, Anna, Angelica, Yulian, Elian, Lilian e Marian; e por fim os xamãs.

- Nozomu Shiina: Irmão mais velho de Yuya Shina foi um poderoso xamã que vivia e trabalhava para o Clã Mibu, mas fugiu por ter descoberto o Maior Segredo do Clã Mibu. Adotou Yuya e cuidou dela como se fosse sua irmã mais nova. Um dia, ele foi morto por um rapaz que possuía um sinal de Cruz nas costas. Yuya também recebeu um golpe desse rapaz, mas não foi mortal. A partir desse dia, Yuya sai de casa em busca do assassino de seu irmão, para vingar a sua morte.

- Sakuya: Também uma xamã, por quem Kyo e Kyoshiro nutriam uma paixão. Muito atrapalhada, mas sabe preparar um chá verde como ninguém. Vive protegida pelo general Yukimura Sanada.

- Muramassa: Xamã que viveu muitos anos nas terras de Mibu e foi quem libertou Kyo da prisão de Mibu. Foi viver longe dessas terras, ensinou Kyo a lutar, foi casado com uma moça e considera esse período o mais feliz de sua vida. Sua profissão era fabricar espadas. Ieyasu Tokugawa, shogun que comandou o Japão, tinha predileção por suas espadas, por considerar que elas tinham um poder demoníaco. Dentre as espadas, há as chamadas Quatro Espadas Demoníacas, que estavam com Kyo, Sasuke, Benitora e Fubuki.

- Mahiro: Servidora de Benitora ao longo do anime começa a despertar um sentimento por ele.

- Migueira: Personagem que só existe no anime. Uma das mãos é uma muramassa .

## Anime
O Anime estreou em 2002 na TV Tokyo e possui 26 capítulos. Sua história é a mesma do mangá, mas com algumas distinções. Os inimigos viram monstros e aparentemente a causa de Kyo ter ficado aprisionado no corpo de Kyoshiro se deveu a um meteoro que caiu sobre eles, durante um duelo travado durante a batalha de Sekigahara, o que até agora não foi explicado no mangá. Seu final também é inventado. Ótimas músicas, muita ação e grandes batalhas.
Música de abertura: 'Ao no Requiem'- Tsubokura Yuiko
Música de encerramento: 'Love Deeper'  - Tsubokura Yuiko
- Episódios
- 01 - The Way to Armageddon- O Caminho para o Armageddon

A história se inicia com Kyo e Kyoshiro travando uma luta nos campos da Batalha de Sekigahara, em 1600, quando um meteoro cai sobre eles. Quatro anos depois, Kyoshiro reaparece agora como um simples vendedor ambulante de remédios, que, ao avistar uma linda mocinha caída na beira da estrada, sai correndo para socorrê-la. Mas o que ele não sabia era que ela era a famosa Yuya Shiina, caçadora de recompensa, que o atraiu para prendê-lo e trocá-lo pela recompensa. O crime cometido por Kyoshiro: comer e fugir sem pagar a conta. Kyoshiro tenta persuadir Yuya a libertá-lo, mas ela se mostra irredutível, e ainda briga com ele porque a recompensa que ela receberá por entregá-lo é bem pequena. Surge então um homem que se transforma em um monstro e os ataca. Kyoshiro está tomando uma grande surra, quando de repente algo muda nele. Seus olhos agora são vermelhos. É Kyo-Olhos-de-Demônio. Nesse instante aparece Yukimura Sanada, um famoso general do clã Sanada, e lhe entrega a longa espada encontrada caída nos campos de Sekigahara, depois da colisão do meteoro.
- 02 - Wanted (Dead or Alive) Man- O Procurado (Vivo ou Morto)

O monstro conta que viu Kyo pela primeira vez no campo de Batalha de Sekigahara, e ficou impressionado com sua força. Depois que o meteoro caiu, ele percebeu que poderia se transformar em um monstro mais poderoso, assim como vários outros monstros que começaram a surgir depois da queda do meteoro. Kyo o ataca, mas ele possuía uma barreira invisível protegendo-o. Então Kyo usa contra o monstro o ataque chamado Mizuti, da técnica Mumyo jimpu ryu, que o despedaça inteiro. Yuya, assustada com tanta violência, sai correndo. Ela fala que não pode morrer até encontrar o assassino do irmão e a única pista que ela tem é uma cruz nas costas dele. Kyo a deixa viver para ver essa vingança. Nisso, Kyoshiro retoma o controle do corpo e Yuya suspira aliviada. Seguindo viagem, eles se encontram com Okuni, uma mulher muito atraente, que parece conhecer Kyo e Kyoshiro. Ao serem atacados por lobos, Yuya e Kyoshiro vão parar num vilarejo e Okuni aparentemente se perdeu deles.
- 03 - Red Mirage - Miragem Vermelha

Kyoshiro quer sair correndo da vila, pois acha que algo muito ruim vai acontecer se eles não fugirem. Surge então diante deles o Kuro Sassori (Escorpião Negro), do bando de assassinos intitulado San Sai Shu (Três Cores), e começa a atacar Kyoshiro. Mas Benitora (Tigre Vermelho), também do bando, acaba por salvá-lo e mata o Escorpião Negro. Ao levar Kyoshiro de volta a vila, Benitora se apaixona a primeira vista por Yuya. O terceiro membro do bando, Shiro Garassu (ou corvo branco) aparece para matar Kyoshiro. Novamente diante do perigo, surge Kyo, com seus olhos vermelhos. O Corvo Branco usa uma técnica de flores de cerejeira que confunde os cinco sentidos de sua vítima. Mas Kyo usa a mesma técnica de ilusionismo, chamado Shimpo, e desfere o ataque Miragem Vermelha, que faz o Corvo Branco em pedaços e seu sangue espirrar para todos os lados. Okuni, que assistiu a tudo de longe, aparece, e revela que Kyo perdeu a luta contra Kyoshiro.
- 04 - Sneaking Nightmare
- 05 - The Assassin's Tears
- 06 - The Duel of Hibiya Bay
- 07 - Keichou Battle Royal
- 08 - Demon Spear Cries
- 09 - A Blind of Smiles
- 10 - Cold-Blooded Illusion
- 11 - Pitch Black Flashback
- 12 - The Boy Who Came from the Deep Forest
- 13 - The Crossing Souls
- 14 - The Return of Satan
- 15 - Our Friend, Red Tiger
- 16 - Perfect Victory
- 17 - The Secret Talk of the Ladies
- 18 - The Nurse Devil [Heart Symbol]
- 19 - Thunderbolt Attack
- 20 - Absolute Zero is Far
- 21 - The Hellish Mibu Castle
- 22 - Clockwork Doors
- 23 - Passionate Ecstasy
- 24 - Last Muramasa Awakening
- 25 - That Which Surpasses a Tachyon
- 26 - The Samurai Sing a Ballad

## Jogos
Dois jogos baseados em Samurai Deeper Kyo foram publicados pela Bandai. O primeiro, um jogo de luta do PlayStation, foi lançado no Japão em 12 de dezembro de 2002. Juntamente com a edição regular do jogo, a Bandai lançou uma edição limitada com um jogo de cartas colecionáveis. O segundo, de ação-aventura, foi lançado o Game Boy Advance (GBA). Foi desenvolvido pela Marvelous Entertainment e lançado no Japão em 27 de dezembro de 2002. Foi o último jogo de GBA lançado na América do Norte.